# 아테나 파르테노스

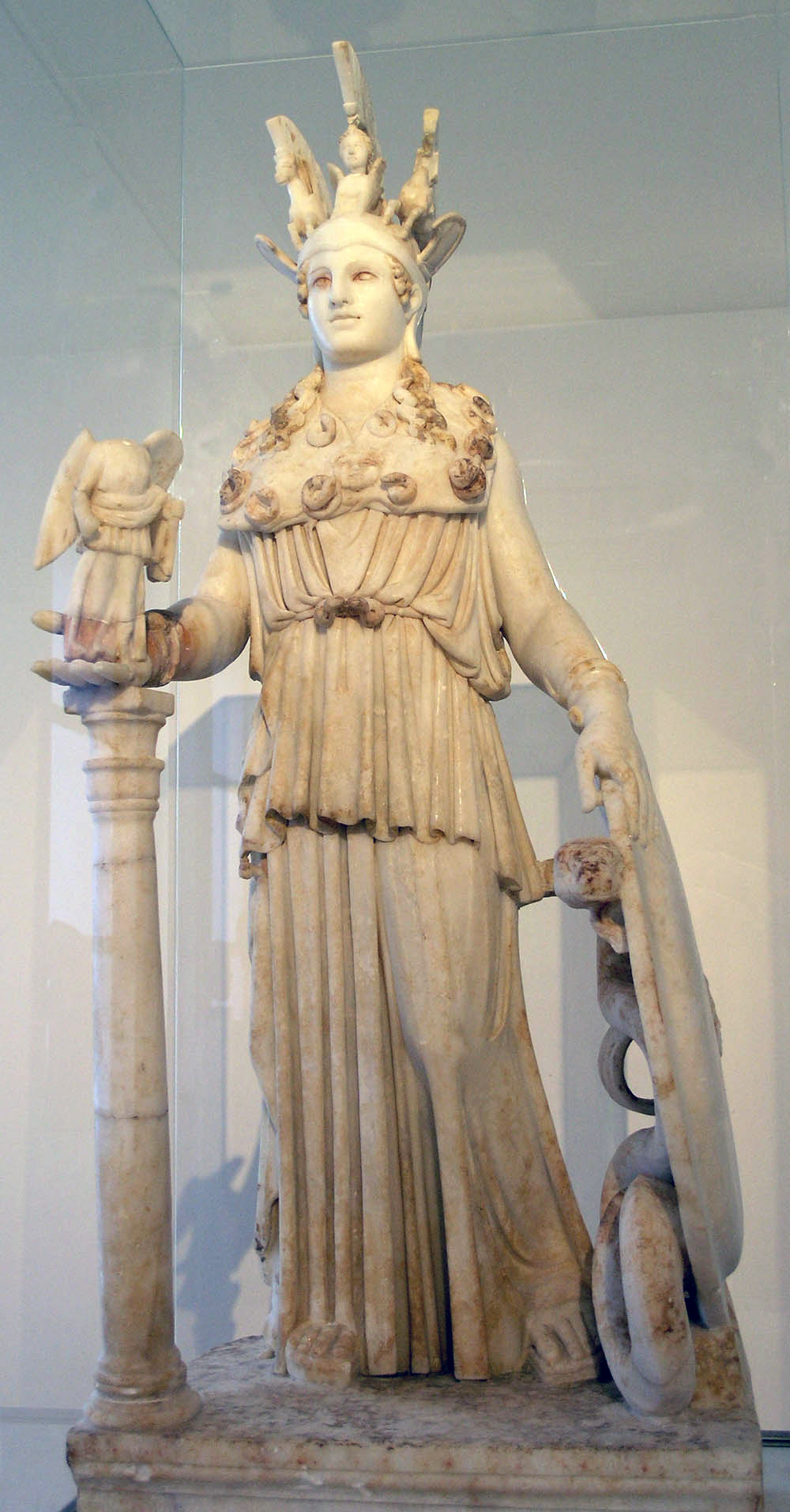
아테네 국립 고고학 박물관에 전시된 바르바케이온 아테나 조각상. 2세기 고대 로마에서 아테나 파르테노스 조각상 바탕으로 하여 복원되었다.

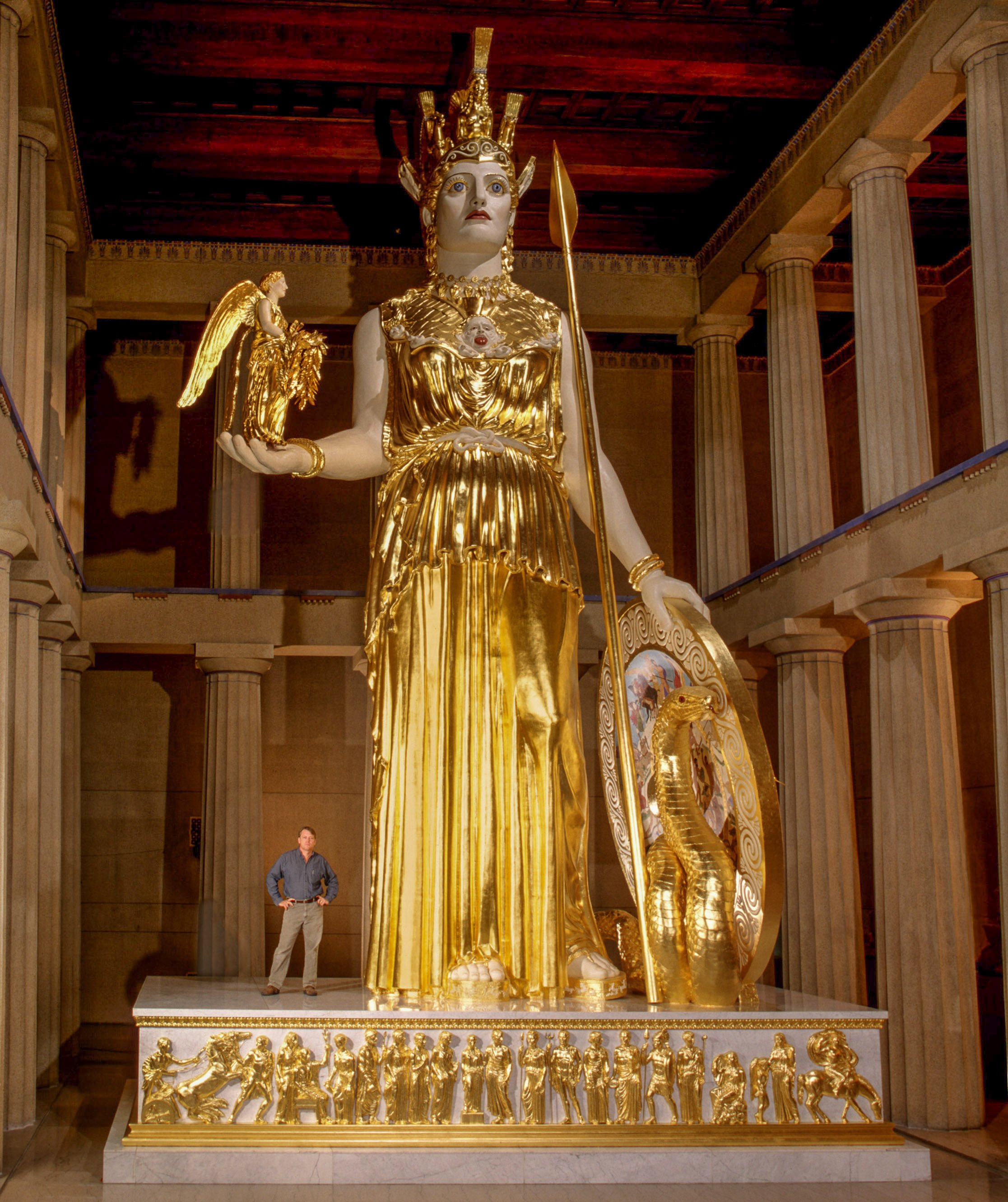
미국 테네시주 내슈빌 파르테논에 복원된 아테나 파르테노스 조각상

아테나 파르테노스(고대 그리스어: Ἀθηνᾶ Παρθένος)는 그리스 신화에 나오는 지혜와 전쟁의 여신인 아테나의 모습을 본뜬 조각상이다. 조각상 이름은 그리스어로 "처녀 아테나"라는 뜻이다.
고대 그리스의 조각가인 페이디아스(Phidias, 고대 그리스어: Φειδίας)가 그의 조수들과 함께 아테네의 파르테논 신전 내부에 건립한 금과 상아로 만들어진 거대한 조각상이다. 파르테논 신전 자체의 위압적인 외용에도 불구하고, 아테나 파르테노스는 신전에서 가장 주목받는 존재였다. 아테나 파르테노스는 고대 그리스 세계에서 거의 아테나 여신의 현신 그 자체로 여겨졌으며, 수많은 복제품들과 모사품들이 만들어졌다.
아테나 파르테노스는 아테나의 가장 정형화된 모습을 표현한 것이었으며, 고대 그리스 세계에서 가장 유명하고 아름다운 조각상이었다. 페이디아스가 기원전 447년에 작업을 시작했다. 기원전 296년에 아테네의 참주였던 라카레스가 군대 유지 비용을 대기 위해 신상에 붙어 있는 금을 떼내고 동으로 대신 그 자리를 메웠으며, 기원전 165년에 화재로 피해를 입었으나 후에 복구되었다. 아테나 파르테노스에 대한 자세한 기록은 10세기경 콘스탄티노폴리스에서 발견되었다.

## 설명
고대 그리스의 역사가인 파우사니아스가 이 조각상에 대해 기록을 남겼다.
조각상은 금과 상아로 만들어졌다. 그녀의 투구는 스핑크스와 그리핀의 모습을 섞어놓은 것처럼 생겼다. 그녀는 서있는 자세로 신전 내부에 있었으며, 메두사의 머리가 그녀의 갑옷에 조각되어 있었다. 그녀는 한 손에 승리의 여신을 들고 있었으며, 다른 손에는 거대한 창을 쥐고 있었다. 그녀의 발치에는 거대한 방패가 있었고, 방패 주위에는 뱀이 똬리를 틀고 있었다.

아테나 파르테노스의 모습은 현재 남아 있는 동전, 보석, 무덤 등에 새겨져 있는 모습들로 추정해 볼 수 있을 뿐이다. 그녀의 왼쪽에는 날개가 달린 승리의 여신인 니케가 서 있었고, 왼쪽 무릎이 살짝 굽힌 자세로 서 있어서 조각상의 하중이 오른쪽으로 실릴 수 있게 하였다. 그녀의 창에 대해서는 의견이 분분한데, 그녀가 오른쪽 팔에 비스듬히 기댄 자세로 있었다는지, 아니면 그녀의 방패 '아이기스'의 뱀이 들고 있었다는 설도 있다.
아테나 파르테노스의 높이는 약 11.5m였고, 4 ~ 8m 정도의 거대한 받침대 위에 서 있었다. 목조로 기본 틀을 짠 다음, 그 위에 금동판을 얹었다. 또한 얼굴과 팔 부분에는 순백색을 띤 상아를 깎아 붙였다. 이 조각상에는 1,100kg의 황금이 들어갔으며, 아테네의 가장 귀중한 보물들 중 하나였다.
몇몇 학자들에 따르면, "아테나는 전투를 끝내고 휴식하는 전사의 모습으로 그려졌다. 날개가 달린 승리의 여신이 그녀의 왼쪽 손에 서 있었고, 오른쪽 손은 방패를 잡고 있었다. 창은 그녀의 어깨에 비스듬히 기대져 있었다. 그녀는 가장 단순한 형식의 튜닉을 입고 있었으며, 제우스가 그녀에게 내린 선물인 아이기스를 잡고 있었다."라고 하였다.

## 내슈빌의 복제품
미국 테네시주 내슈빌에 위치한 파르테논 안에는 아테나 파르테노스를 완벽히 복원한 복제품이 세워져 있다. 본래 신전의 외양을 충실히 복원하기 위해 노력하였으며, 1982년에 착공하여, 8년 간의 공사 기간을 거쳐 1990년 5월에 대중에게 공개되었다.
내슈빌에 있는 아테나 파르테노스는 석고와 유리 섬유로 만들어졌다. 머리 부분은 강화 알루미늄으로 만들어졌고, 하부 부분은 철골로 이루어졌다. 신상의 거대한 무게를 지탱하기 위해 H자 모양의 철골이 신상의 어깨와 머리 부분에서부터 발치까지 내려오는 구조를 갖고 있다. 이 조각상의 조각가는, 180개에 달하는 석고판들을 모두 각각 한 명이 들 수 있을 정도로 가볍게 하여 무게를 최대한 줄이고자 하였다. 내슈빌에 있는 조각상은 약 12.75m이고, 서양 세계에서 가장 큰 내부 조각상이다.